# Kaihlanen (sjö i Norra Österbotten, lat 64,58, long 27,18)
Kaihlanen är en sjö i Finland. Den ligger i kommunen Vaala i landskapet Norra Österbotten, i den centrala delen av landet, 500 km norr om huvudstaden Helsingfors. Kaihlanen ligger 129,1 meter över havet. Arean är 1,17 kvadratkilometer och strandlinjen är 6,28 kilometer lång. Sjön  ingår i Uleälvens huvudavrinningsområde. 